# Pyrolobus
Pyrolobus és un gènere de arqueus microorganismes. Comprèn l'espècie P. fumarii, l'organisme més termòfil de tots els coneguts. És incapaç de créixer a menys de 90 °C i la seva temperatura màxima de creixement és de 113 °C, la major de tots els organismes coneguts. S'ha aïllat en una font hidrotermal de la Dorsal Atlàntica.
És un organisme anaerobi que obté energia de la reducció del nitrat (formant amoníac) o tiosulfat (formant sulfur d'hidrogen). També pot créixer sota condicions microaeròbies oxidant hidrogen.